# Young-Helmholtz teori

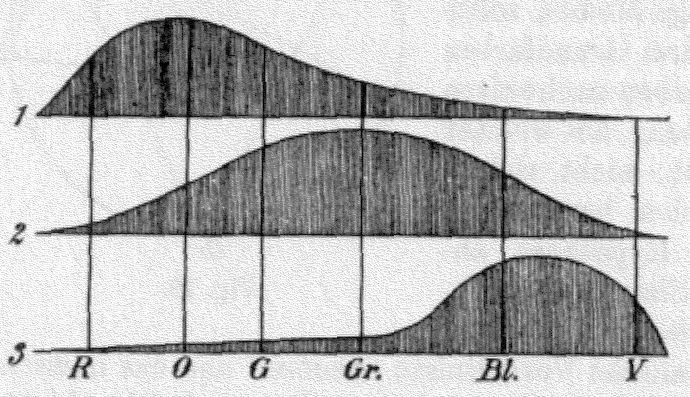
Thomas Young och Hermann von Helmholtz antog att näthinnan innehåller tre olika typer av ljusdetektorer, för rött, grönt och blått.

Young–Helmholtz teori är en teori om 
färgseende, baserad på Thomas Youngs och Hermann von Helmholtz arbete på 1800-talet. Den beskriver hur synsinnet ger upphov till upplevelsen av färg. År 1802 postulerade Young att det finns tre sorters fotoreceptorer – nu kända som tappar – i ögat, med olika men överlappande reaktion på olika våglängder av synligt ljus.
Hermann von Helmholtz utvecklade teorin ytterligare år 1850. Enligt honom kunde de tre typerna av tapp klassificeras som specialiserade på ljus med kort- (violett), medellång- (grönt) eller lång våglängd (rött). Den relativa styrkan av de signaler som kommer från respektive typ av tapp tolkas av hjärnan som förekomsten av respektive färg.
Som exempel innehåller gult ljus varierande proportioner av rött och grönt, men alltid mycket lite blått ljus. För att en viss nyans ska uppfattas behövs en blandning av signaler från alla tre tapparna. Intensiteten i upplevelsen av färgen kan förändras utan att den upplevda nyansen ändras. Detta sker genom att frekvensen av aktionspotentialer från tappen samtidigt som den behåller sin relativa känslighet för olika våglängder. Eftersom det här systemet inte särskiljer förekomsten av gult ljus från en motsvarande blandning av rött och grönt ljus är det inte perfekt. Ändå kan det på ett kraftfullt sätt särskilja små förändringar i miljön.